# Andronik Komnen (syn Aleksego I)
Andronik Komnen (Grecki Ἀνδρόνικος Κομνηνός, ur. 18 sierpnia 1091 w Konstantynopolu, zm. 1130 lub 1131 w Azji Mniejszej) – bizantyński książę.

## Życiorys
Był drugim synem Aleksego I i Ireny Dukas. Siostra Anna Komnena opisała go jako swojego ulubionego z braci. Od 11116 roku nosił tytuł sbastokratora. Był uczestnikiem walk z Turkami i Pieczyngami. Zmarł w 1130 lub 1131 w Azji Mniejszej.